# Schloss Hallenburg
Das Schloss Hallenburg war die Residenz der Grafen von Schlitz. Es liegt südöstlich der Altstadt von Schlitz und ging aus einem befestigten Hofgut hervor.
Neben der Vorderburg, der Hinterburg mit Hinterturm und der Ottoburg, die eingebunden in die Stadtmauer die mittelalterliche Stadtbefestigung bildeten, befinden sich mit der Schachtenburg, der abgegangenen Burg Niederschlitz und der Ruine der Seeburg gleich sieben Burgen in und im Umkreis der Stadt Schlitz.

## Beschreibung

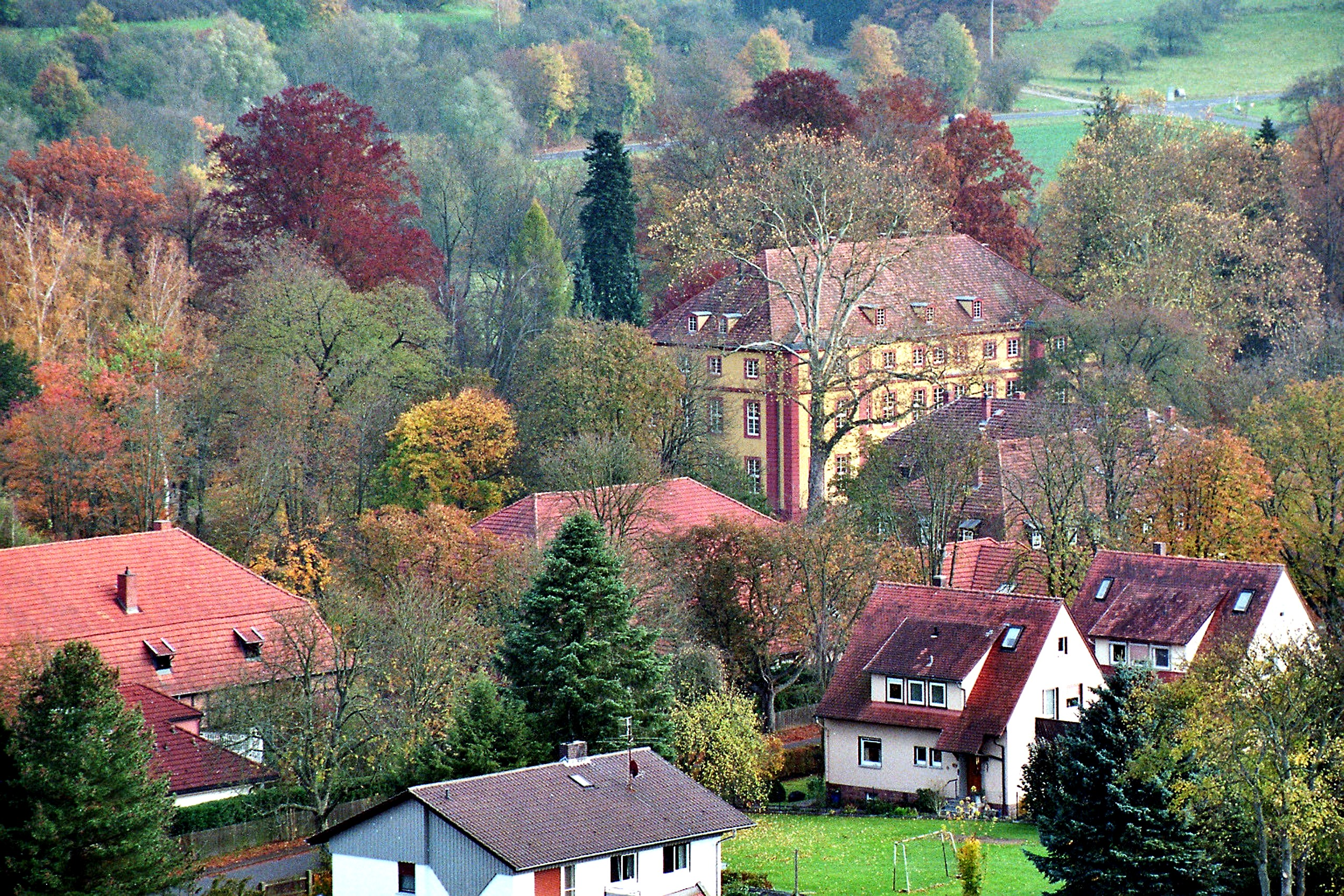
Blick vom Hinterturm zum Schloss Hallenburg

Auf dem Flurstück „die Hall“ stand ursprünglich ein befestigter Hof der Herren von Schlitz. Er wurde im 16. Jahrhundert ausgebaut und später ständiger Wohnsitz der Grafenfamilie.
Friedrich Wilhelm Graf von Schlitz genannt von Görtz ließ auf dem Gelände in den Jahren 1706–1712 das barocke Schloss erbauen. Die Pläne stammten von Louis Rémy de la Fosse. 1755 brannte das Schloss ab und wurde bald repariert. Graf Karl Heinrich ließ um 1800 das Mansarddach entfernen und dafür ein Mezzanin-Geschoss mit einem flacheren Walmdach aufsetzen, wodurch das Schloss sein heutiges klassizistisches Aussehen erhielt.
Nach Plänen des Baumeisters und damaligen Professors für Bauwesen an der Universität Gießen Hugo von Ritgen wurde 1867 auf der Westseite des zentralen Ökonomiegebäudes ein historistischer Anbau angefügt.
1954 schenkte die gräfliche Familie das Schloss mit Schlosspark der Stadt Schlitz. Es wurde unter Verstärkung der Decken für den Schulbetrieb eines Gymnasiums hergerichtet, wobei allerdings die klassizistischen Stuckdecken zerstört wurden. Das Gymnasium bestand von 1956 bis 1977 im Schloss.
Von 1978 bis 2002 stand das Schloss leer. Es kam zu Wasserschäden und starkem Hausschwammbefall. Von 2001 bis 2003 entkernt, saniert und neu aufgebaut, befindet sich in dem Schloss heute die Landesmusikakademie Hessen. Der Gartensaal des Schlosses kann für Hochzeiten genutzt werden.
Der Schlosspark im Stil englischer Landschaftsgärten enthält wertvolle Baumgruppen sowie seltene in- und ausländische Bäume.